# Robin Seidl
Robin Valentin Seidl (Oberaula , 21 de janeiro de 1990) é um jogador de vôlei de praia austríaco.

## Carreira
Robin Seidl representou, ao lado de Alexander Huber, seu país nos Jogos Olímpicos de Verão. Nos Jogos Olímpicos de Verão de 2016, terminando nas oitavas-de-finais.